# Clothes (film fra 1920)
Clothes er en amerikansk stumfilm fra 1920 af Fred Sittenham.

## Medvirkende
- Olive Tell som Olivia Sherwood
- Crauford Kent som Richard Burbank
- Cyril Chadwick som Arnold West
- Zeffie Tilbury som Cathcart
- Ray Allen som Watling
- Frank Currier som Horace Watling
- Mary Beaton som Miss Mazie